# Zhou Fohai
Zhou Fohai(29 de mayo de 1897 – 28 de febrero de 1948) fue un político chino conocido por haber sido un colaboracionista pro-japonés y por su destacado papel en el Gobierno nacionalista de Nankín que dirigía Wang Jingwei.

## Biografía
Zhou nació en la provincia de Hunan en los últimos años de la Dinastía Qing. Hijo de un funcionario de la administración imperial, tras la Revolución de Xinhai se trasladó a Japón para estudiar. Asistió a la Escuela preparatoria militar n.º 7 — predecesora de la actual Universidad de Kagoshima — y posteriormente a la Universidad Imperial de Kioto, donde se graduaría en 1924.
Durante su estancia en Japón empezó a atraerle poderosamente el marxismo, hasta el punto de que a su regreso fue uno de los fundadores del Partido Comunista de China (PCCh). Asistió al I Congreso del PCCh en Shanghái, en julio de 1921, pero tres años después rompió con los comunistas y se unió al Kuomintang (KMT). Pronto ascendió en la jerarquía del partido nacionalista y estrechó relaciones con la dirección del ala izquierda del KMT, cuyos líderes eran Wang Jingwei y Liao Zhongkai. Se opuso firmemente a Chiang Kai-shek, algo que demostraría con posterioridad: tanto durante la llamada «Expedición del Norte» (1928) como la estrategia que Chiang adoptó al comienzo de la segunda guerra sino-japonesa, entre 1937 y 1938. 
Después de que Wang Jingwei rompiera con el Kuomintang y estableciera en 1940 un nuevo gobierno colaboracionista con Japón Zhou no tardó en seguirle, que ya desde 1939 había colaborado con los japoneses. Dentro de la nueva administración, Zhou no tardó en tener un gran poder como vicepresidente, ocupando además los cargos de Ministro de Finanzas, Ministro de Asuntos Exteriores o Ministro de Policía. Además, creó un poderoso cuerpo de policía fiscal — que puso bajo sus órdenes; bajo su control también quedó la policía secreta. Todo ello le convirtió en el hombre más poderoso del régimen tras el propio Wang Jingwei. Cuando Chen Gongbo asumió el cargo de presidente en noviembre de 1944, Zhou también asumió el cargo de alcalde de Shanghái. Para entonces ya era la auténtica alma del gobierno colaboracionista de Nankín.
Al final de la Segunda Guerra Mundial fue capturado y llevado a Chongqing, donde permaneció bajo custodia durante cerca de un año. Posteriormente fue enviado a Nankín, donde fue juzgado por traición — hanjian. Aunque fue condenado a muerte, ésta fue conmutada a cadena perpetua por Chiang Kai-shek después de que la esposa de Zhou intercediera por él. Enfermo del corazón y del estómago, falleció mientras estaba en prisión.